# Peter Olausson (född 1971)
Peter Gustav Olausson, född 6 november 1971 i Långekärr på Tjörn, död 26 oktober 2023, var en svensk författare och webbansvarig. Från 2003 hade Olausson ett specialintresse för faktoider, vilka han samlade in och beskrev på internet samt i ett antal böcker.

## Biografi
Olausson föddes och växte upp på Tjörn. Han hade utbildning i språkteknologi och arbetade som webbansvarig.
Från 2003 ägnade Olausson sig åt att samla på faktoider, ett begrepp som jämförts med "klintbergare". Dessa beskrev och publicerade han på internet och via ett antal böcker. Den första boken publicerades 2008, och bok tre i serien har översatts till norska.
2009 deltog han i radioserien Mytjägarna, där Olausson och programledaren Tobias Svanelid letade efter folkliga missförstånd, faktoider och myter. De åtta programmen i programserien har sedan dess flera gånger gått i repris, senast sommaren 2012.
Peter Olausson var vid olika tillfällen styrelseledamot i Föreningen Vetenskap och Folkbildning och han var under åren 2017–2018 ordförande i föreningen. I augusti 2018 meddelade Peter Olausson att han lämnade sitt uppdrag för VoF av familjeskäl.

## Utmärkelser
- 2019 – Det gyllene förstoringsglaset (utdelat av Metros "Viralgranskaren" + Internetstiftelsen)[13][14]